# Michal Kovář
Michal Kovář (* 8. září 1973 Olomouc) je český fotbalový trenér a bývalý obránce. Od sezony 2024/25 působí jako hlavní trenér u týmu SK Sigma Olomouc U19.

## Hráčská kariéra
Hrál za SK Sigma Olomouc (1991–2001), v Německu za SSV Reutlingen 05 a FC Hansa Rostock a znovu za SK Sigma Olomouc (2004–2006). V první lize nastoupil za Sigmu Olomouc celkem ke 299 utkáním Z toho v 1. československé lize 44 utkání (žádný gól) a 255 utkání (10 branek) v 1. lize ČR. V Poháru UEFA nastoupil ve 21 utkáních a dal 1 gól. Za reprezentaci do 21 let nastoupil ke 4 utkáním, za dorostenecké reprezentace ve 35 utkáních.

## Ligová bilance
Zdroje:

| Ročník                                   | Zápasy | Góly | Klub                 |
| ---------------------------------------- | ------ | ---- | -------------------- |
| 1. československá fotbalová liga 1991/92 | 16     | 0    | SK Sigma Olomouc     |
| 1. československá fotbalová liga 1992/93 | 28     | 0    | SK Sigma Olomouc     |
| 1. česká fotbalová liga 1993/94          | 29     | 1    | SK Sigma Olomouc     |
| 1. česká fotbalová liga 1994/95          | 29     | 1    | SK Sigma Olomouc     |
| 1. česká fotbalová liga 1995/96          | 23     | 0    | SK Sigma Olomouc     |
| 1. česká fotbalová liga 1996/97          | 21     | 0    | SK Sigma Olomouc     |
| Gambrinus liga 1997/98                   | 27     | 0    | SK Sigma Olomouc     |
| Gambrinus liga 1998/99                   | 27     | 1    | SK Sigma Olomouc     |
| Gambrinus liga 1999/00                   | 15     | 3    | SK Sigma Olomouc     |
| Gambrinus liga 2000/01                   | 29     | 3    | SK Sigma Olomouc     |
| 2. německá fotbalová Bundesliga 2001/02  | 28     | 2    | SSV Reutlingen 05    |
| Německá fotbalová Bundesliga 2002/03     | 20     | 0    | FC Hansa Rostock     |
| Německá fotbalová Bundesliga 2003/04     | 3      | 0    | FC Hansa Rostock     |
| Gambrinus liga 2004/05                   | 29     | 0    | SK Sigma Olomouc     |
| 2. česká fotbalová liga 2004/05          | 1      | 0    | SK Sigma Olomouc „B“ |
| Gambrinus liga 2005/06                   | 25     | 1    | SK Sigma Olomouc     |
| 2. česká fotbalová liga 2005/06          | 1      | 1    | SK Sigma Olomouc „B“ |
| Gambrinus liga 2006/07                   | 1      | 0    | SK Sigma Olomouc     |
| 2. česká fotbalová liga 2007/08          | 28     | 2    | Fotbal Fulnek        |
| 2. česká fotbalová liga 2008/09          | 7      | 1    | Fotbal Fulnek        |
| Fotbalová národní liga 2012/13           | 29     | 5    | 1. HFK Olomouc       |
| CELKEM 1. ligy                           | 322    | 10   |                      |
| CELKEM 2. ligy                           | 94     | 11   |                      |

## Trenérská kariéra
Nejprve působil jako hrající asistent trenéra Romana Sedláčka v třetiligové Mohelnici v sezoně 2015/16. Dále trénoval mládežnické celky SK Sigma Olomouc. Mezi lety 2017 a 2022 byl hrajícím trenérem ve Fulneku. Na začátku roku 2024 převzal U17 Sigmy Olomouc a následně se v létě stal hlavním trenérem týmu U19.